# Marcel Gumbs
Marcel Faustiano Augustin Gumbs  (Curaçao, 26 februari 1953) is een voormalig Sint Maartens politicus. Hij was van 19 december 2014 tot 19 november 2015 minister-president van Sint Maarten. Hij volgde Sarah Wescot-Williams op en werd opgevolgd door William Marlin.
Gumbs was van 1985 tot 1992 lid van de Staten van de Nederlandse Antillen voor de Democratische Partij en was staatssecretaris onder Suzanne Camelia-Römer. 
In november 2014 werd hij door Theo Heyliger benaderd om namens de United People's Party (UP) minister-president te worden. Gumbs was samen met Joe Richardson formateur.